# Humana Press
Humana Press és un editor acadèmic de llibres i revistes de ciència, tecnologia i medicina. Humana publica més de 100 llibres nous i 25 revistes per any, amb una llista d'uns 1.500 títols en àrees com la biologia molecular, neurociència, investigació del càncer, patologia, i medicina.
L'empresa va ser fundada el 1976 a Clifton, Nova Jersey per Thomas L. Lanigan i la seva esposa, Julia Lanigan, ambdós químics, i va publicar el seu primer llibre el 1977. L'empresa va ser adquirida per Springer Science+Business Media a la tardor de 2006 i continua publicant-se sota el segell d'Humana Press. Els empleats de l'empresa van romandre a la seu a Totowa, Nova Jersey fins al juny 2008, quan van ser traslladats a les oficines de Springer a Nova York.
Després de les àrees d'investigació d'interès dels seus fundadors, les publicacions d'Humana se centren en les àrees de biologia molecular i medicina. El producte estrella d'Humana és la sèrie de llibres Methods in Molecular Biology (Mètodes en biologia molecular), que ha produït més de 1200 volums publicats, més de 33.000 protocols individuals i una àmplia base de dades en línia, Springer Protocols.

## Sèrie de llibres seleccionats
- Cancer Drug, Discovery, and Development
- Contemporary Cardiology
- Contemporary Endocrinology
- Current Clinical Oncology
- Current Clinical Pathology
- Current Clinical Practice
- Methods in Molecular Biology
- Methods in Molecular Medicine
- Neuromethods

## Revistes seleccionades
- Journal of Molecular Neuroscience
- Neuroinformatics
- Stem Cell Reviews and Reports
- Clinical Proteomics
- High Temperature and Materials Science